# تيري بيسون
تيري بيسون (بالإنجليزية: Terry Beeson)‏ هو لاعب كرة قدم أمريكية أمريكي، ولد في 19 سبتمبر 1955 في كوفيفيل في الولايات المتحدة.

## وصلات خارجية
- تيري بيسون على موقع مرجع كرة القدم المحترفة.كوم (الإنجليزية)
- تيري بيسون على موقع قاعة كنساس للمشاهير الرياضية (مؤرشف) (الإنجليزية)